# 舟山康江
舟山 康江（ふなやま やすえ、1966年5月26日 - ）は、日本の政治家、農林官僚。国民民主党所属の参議院議員（3期）、国民民主党参議院議員会長・両院議員総会長。
農林水産大臣政務官（鳩山由紀夫内閣・菅直人内閣）、国民民主党政務調査会長、旧国民民主党参議院国会対策委員長、みどりの風共同代表、同政策調査会長、民主党副幹事長、参議院消費者問題に関する特別委員長などを歴任した。

## 来歴

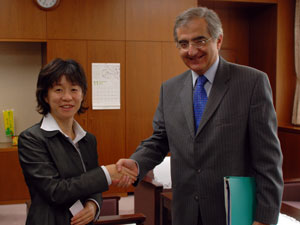
2009年11月4日、アルゼンチン外務大臣首席補佐官アルバート・ダロットと会談する舟山

埼玉県越谷市生まれ。旧姓は別府。1985年3月、埼玉県立浦和第一女子高等学校卒業。1年浪人したのち北海道大学に入学。学生時代は勉学より合気道に打ち込んだという。1990年3月、同大学農学部農業経済学科卒業。同年4月、農林水産省に入省。2000年3月、同省を退官。同年4月、大学受験予備校で知り合って以来交流の続いていた友人と結婚。夫の実家である山形県小国町に転居し、小国ガスエネルギー株式会社専務に就任する。
2004年1月、連合山形、民主党、社民党は、同年7月の第20回参議院議員通常選挙に向けて政治センターを立ち上げ、前年の総選挙・山形3区で落選した元衆議院議員の斉藤淳を統一候補として擁立しようとした。しかし斉藤は不出馬を表明し、民主党は候補を探し出せない状態が続いた。しびれを切らした社民党は木村正弘を擁立。民主党衆議院議員の篠原孝(現在は立憲民主党所属)は農林水産省時代の部下であった舟山に声をかけ、民主党県連は2004年4月19日に常任幹事会を開き、舟山の擁立を決定した。同年7月の参院選で243,672票を獲得したが、自由民主党の岸宏一に敗れ落選した。

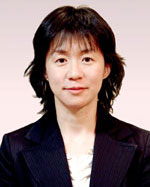
農林水産大臣政務官就任に際して公表された肖像写真

2007年、第21回参議院議員通常選挙に再び山形県選挙区から民主党公認で出馬。371,071票を獲得し、初当選した。2009年、鳩山由紀夫内閣で農林水産大臣政務官に任命され、菅直人内閣まで務める。2010年10月21日には、環太平洋パートナーシップ協定(TPP)に反対する「TPPに関する緊急勉強会」の発起人の一人として会合に参加した。
2011年8月26日、菅直人首相が民主党代表辞任を正式に表明。菅の辞任に伴う代表選挙（8月29日投開票）では鹿野道彦の推薦人に名を連ねた。

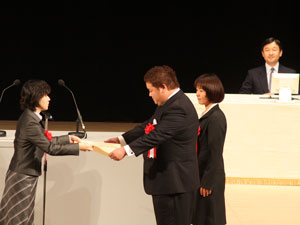
2009年11月17日、皇太子徳仁親王（右奥）臨席の下で優良担い手表彰・発表事業表彰式に出席し賞状を授与される舟山

2012年7月17日、民主党に離党届を提出（7月24日付で受理）。同日、同様に民主党を離党した谷岡郁子、行田邦子及び国民新党を離党した亀井亜紀子、舟山の4人で「原発ゼロ社会」「反TPP」「本当の意味での一体改革」「国会改革」を掲げる新会派「みどりの風」を結成した。2012年11月15日、民主党を離党した衆議院議員・山崎誠の入会により、みどりの風は政治資金規正法上の政党になったため、みどりの風共同代表に就任した（谷岡、行田、舟山、亀井の4人による共同代表制）。
2013年1月28日、共同代表制の廃止により、みどりの風政調会長に就任。同年7月、第23回参議院議員通常選挙に再選を目指して山形県選挙区から出馬。252,040票を獲得したが、自民党新人の大沼瑞穂に2万票余りの差で敗れ落選した。落選後、山形県小国町でJA婦人部として地域農業の現場から活動を再開。2014年に一般社団法人置賜自給圏機構の設立に関わり常務理事を務めている。
2015年12月12日、第24回参議院議員通常選挙に無所属で出馬することを表明。当初は野党統一候補として民主党・日本共産党・社会民主党の推薦を得る予定だったが、共産党が前面に出ることを避けたい民主党・社民党・連合山形との調整が付かず、共産党が推薦を断念した。公示直前の2016年6月19日には、西谷修やSEALDsメンバーで構成された「安保法制の廃止と立憲主義の回復を求める市民連合」との間で、平和安全法制の廃止などを掲げる政策協定を締結した。7月10日の投開票で自民党候補を破り3年ぶりに返り咲きを果たし、2期目の当選。当選後無所属のまま会派「民進党・新緑風会」に入会し、国会対策委員長代理と予算委員会次席理事に就任した。一方で翌年2017年に行われた第48回衆議院議員総選挙で全選挙区の野党候補が比例復活もできず落選したため舟山は衆議院・参議院合わせて唯一の山形県選出の野党議員になった。
2018年5月7日、国民民主党結党に伴い所属会派も「国民民主党・新緑風会」に改称、舟山は党籍を持たない無所属議員ながら同会派の参議院国対委員長に就任した。
2020年9月3日、山形新聞の取材に対し、立憲民主党と国民民主党が解党して設立する合流新党に参加しないことを明らかにした。玉木雄一郎らの「分党」に参加するか、無所属のままでいるかについては明言せず、「状況を見ながらじっくり考えて決断していきたい」と述べた。9月12日には、玉木らの新「国民民主党」に参加する意向を明らかにした。9月15日に新「国民民主党」の設立大会が開かれ、党政務調査会長に就任した。2021年12月21日、党の新役員人事で筆頭副代表に就任した。
2022年2月には所属する国民民主党が与党に同調して2022年度予算案に賛成。これを受け自民党執行部は野党共闘の分断を狙い、同年の第26回参議院議員通常選挙山形県選挙区への候補擁立見送りと舟山への推薦を一時検討した。しかし執行部の擁立見送り案に対し、自民党県連や参院自民党は反発。同年5月に自民党が独自で行った情勢調査では、自民候補が未定ながら舟山と互角に戦えるとの結果が出たため、主戦論が急浮上し、最終的に候補者を擁立するに至った。
また、舟山が予算案に賛成したことから共産党が候補者を擁立し、野党共闘は崩壊した。立憲民主党や連合山形の一部からも舟山の「与党化」を警戒する声が上がったが、無所属の芳賀道也参議院議員が調整役として立憲支持層の引き留めに走り、舟山は吉村美栄子知事からも支援を受けた。7月10日の投開票の結果、舟山が自民党の新人を約2万7千票差で振り切り3選。8月3日、国民民主党の参議院議員会長に就任。

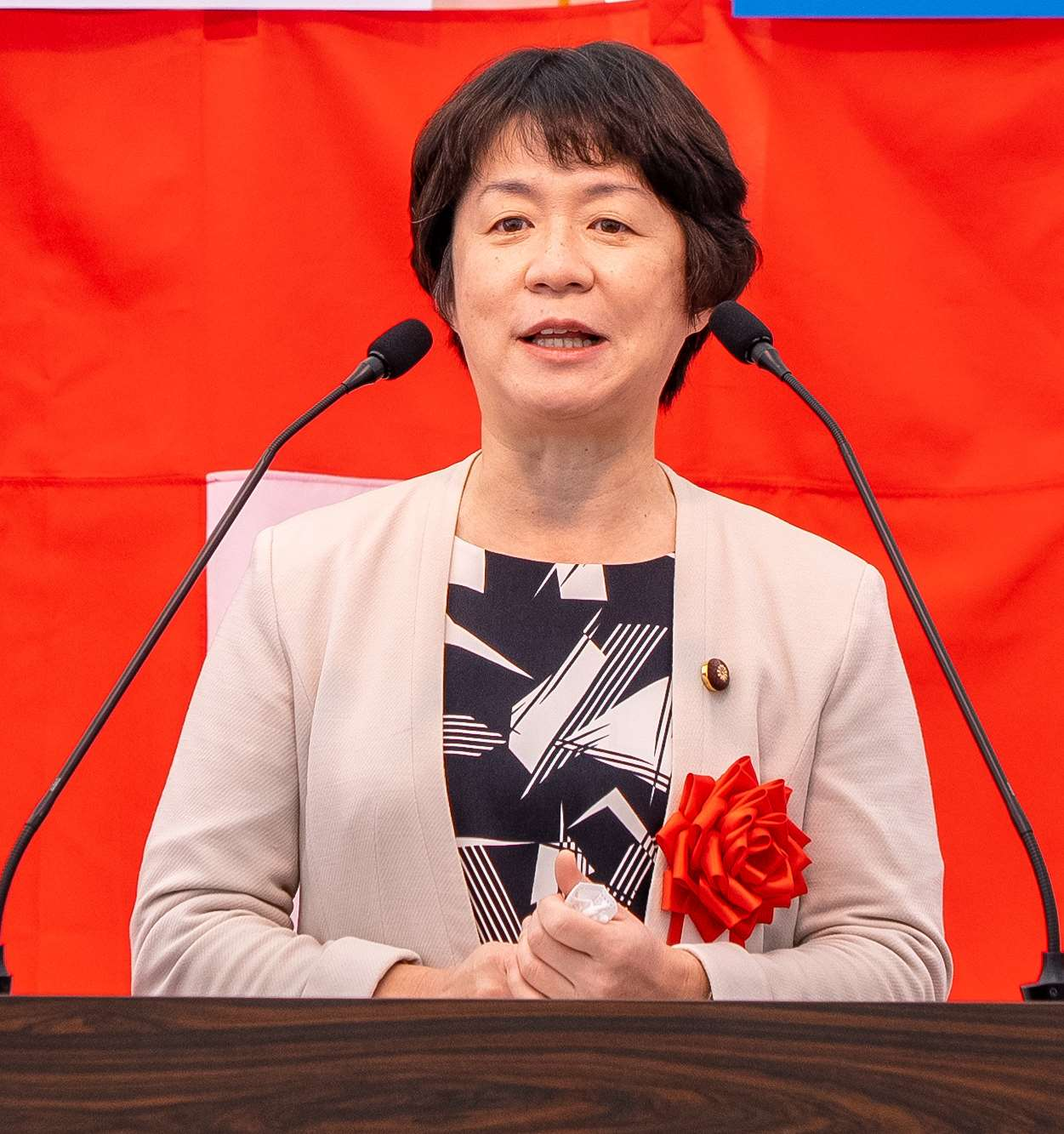
東北中央自動車道泉田道路開通式にて
（2022年11月20日）

## 政策・主張

### 憲法
- 憲法改正について、2016年の朝日新聞社のアンケートで「どちらとも言えない」と回答[48]。同年の毎日新聞社のアンケートで、選択肢以外の回答をした[49]。2022年のNHK、毎日新聞社のアンケートで「賛成」と回答[50][51]。

- 9条改憲について、2016年の毎日新聞社のアンケートで「反対」と回答[49]。9条への自衛隊の明記について、2022年のNHKのアンケートで「どちらともいえない」と回答[50]。

- 憲法を改正し緊急事態条項を設けることについて、2022年のNHKのアンケートで「賛成」と回答[50]。

### 外交・安全保障
- 「他国からの攻撃が予想される場合には先制攻撃もためらうべきではない」との問題提起に対し、2016年のアンケートで「どちらとも言えない」と回答[48]。

- 敵基地攻撃能力を持つことについて、2022年のNHKのアンケートで「反対」と回答[50]。

- 「北朝鮮に対しては対話よりも圧力を優先すべきだ」との問題提起に対し、2016年のアンケートで「どちらかと言えば反対」と回答[48]。

- 安全保障関連法の成立について、2016年の毎日新聞社のアンケートで「廃止すべき」と回答[49]。

- 普天間基地の辺野古移設について、2016年の毎日新聞社のアンケートで、選択肢以外の回答をした[49]。2022年の毎日新聞社のアンケートで「反対」と回答[51]。

- ロシアは2022年2月24日、ウクライナへの全面的な軍事侵攻を開始した[52]。日本政府が行ったロシアに対する制裁措置についてどう考えるかとの問いに対し、2022年のNHKのアンケートで「適切だ」と回答[50]。

- 2022年6月7日、政府は経済財政運営の指針「骨太方針」を閣議決定した。NATO加盟国が国防費の目標としている「GDP比2％以上」が例示され、防衛力を5年以内に抜本的に強化する方針が明記された[53]。「防衛費を今後どうしていくべきだと考えるか」との問いに対し、2022年のNHKのアンケートで「ある程度増やすべき」と回答[50]。

- 徴用工訴訟問題や慰安婦問題などをめぐり日韓の対立が続くなか、関係改善についてどう考えるかとの問いに対し、2022年の毎日新聞社のアンケートで「互いに譲歩すべきだ」と回答[51]。

### ジェンダー
- 選択的夫婦別姓制度の導入について、2016年のアンケートで「どちらかと言えば反対」と回答[48]。2022年のNHKのアンケートで「賛成」と回答[50]。

- 同性婚を可能とする法改正について、2016年のアンケートで「どちらかと言えば反対」と回答[48]。2022年のNHKのアンケートで「どちらかといえば賛成」と回答[50]。

- クオータ制の導入について、2016年のアンケートで「反対」と回答[48]。2022年のNHKのアンケートで「賛成」と回答[50]。

### その他
- 永住外国人への地方参政権付与について、2016年のアンケートで「反対」と回答[48]。

- 首相の靖国神社参拝について、2016年のアンケートで「どちらとも言えない」と回答[48]。

- 「治安を守るためにプライバシーや個人の権利が制約されるのは当然だ」との問題提起に対し、2016年のアンケートで「反対」と回答[48]。

- 「原子力発電所は日本に必要だと思うか」との問いに対し、2016年の毎日新聞社のアンケートで「当面は必要だが、将来的には廃止すべき」と回答[49]。

- 2016年の米国大統領選挙について「ドナルド・トランプとヒラリー・クリントンのどちらを支持するか」との問いに対し、2016年の毎日新聞社のアンケートで「どちらとも言えない」と回答[49]。

- 2016年2月8日、高市早苗法務大臣は、放送局が政治的公平性を欠く放送を繰り返した場合、放送法4条違反を理由に電波停止を命じる可能性に言及した[54][55]。安倍晋三首相は2月15日の衆議院予算委員会で野党の批判に反論し、高市の発言を擁護した[56]。政府の姿勢をどう思うかとの問いに対し、2016年の毎日新聞社のアンケートで「問題だ」と回答[49]。

## 発言

### 農林水産業

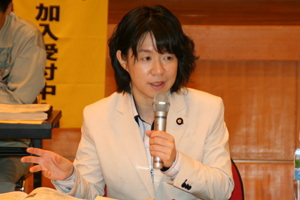
2010年5月14日、岡山県赤磐市の意見交換会に出席する舟山

2008年2月20日、農林水産委員会で米国産牛肉について質疑。日本では使用が禁止されている肉骨粉が、アメリカ合衆国では牛肉以外には使用されている点を指摘し、アメリカに査察官を派遣して飼料規制を強化するべきと主張した。
2008年3月27日、農林水産委員会で食育と食の安全について質疑。学校教育を通じての取り組みを重視し、食育により農業への理解を深めることを主張した。また、中国製冷凍ギョーザ中毒事件を引き合いに中国産の食材を学校給食に使用している点を批判し、地産地消推進のために助成を行うべきと述べた。
2010年3月19日、農林水産委員会で農家の後継者不足・所得減少について答弁。所得減少の要因として、消費の多様化による需要の変化に生産が追い付いていない点や農産物価格の低迷と資材価格の上昇による手取りの減少を挙げ、対策として戸別所得補償制度の本格的な導入や6次産業の推進を主張した。
2010年5月11日、総務委員会で宮崎県で発生した口蹄疫問題について答弁。「野党から10年前の口蹄疫発生時よりも対応が遅いという声が出ている」という外山斎の質疑に対し、「遅いということは決してないと思っております」と答え、口蹄疫防疫指針に基づき迅速に対応していると述べた。

### 原子力発電
2012年3月28日、環境委員会で原子力発電所再稼働について質疑。大飯発電所の再稼働には地元の理解が必要であり、理解が得られない場合は再稼働を中止することも必要と主張した。また、「電力が足りない、だから原発を動かすというのは、これは全く違うと思う」と述べ、東京電力福島原子力発電所における事故調査・検証委員会の調査結果が出ていない点や、原子力規制庁の設置がされていない状態での再稼働議論を疑問視した。

### 外交
2008年4月18日、決算委員会で思いやり予算について質疑。アメリカ軍が駐留するドイツ・韓国などの他国と比較して日本が負担する金額が膨大であると批判し、労務費・光熱水費・住宅整備費などの見直しを求めた。

## 政治資金問題
2010年4月1日、資金管理団体「舟山やすえを支援する会」が、2008年1月10日に舟山の政策秘書から58万円の寄付を受けていたことが発覚した。政策秘書は篠原孝の事務所出身の前任秘書から「事実上寄付を要求されていた」とされ、秘書に寄付を要求することを禁止する国会議員秘書給与法に違反する可能性が指摘されている。政策秘書は事務所を辞める際に58万円を返還されたが、政治資金収支報告書には記載されていなかった。
疑惑について、舟山は「寄付という認識はなくお願いしたこともない」と答え、政治資金収支報告書に記載がないことについては「一時期預かってすぐ返したので特に寄付として書くものでもない」と述べている。

## 所属団体・議員連盟
- 有志議員による建設職人の安全・地位向上推進議員連盟（事務局次長）
- 人権外交を超党派で考える議員連盟（共同会長）[65]

## 選挙歴
| 当落 | 選挙                     | 執行日         | 年齢 | 選挙区       | 政党       | 得票数     | 得票率 | 定数 | 得票順位 /候補者数 | 政党内比例順位 /政党当選者数 |
| ---- | ------------------------ | -------------- | ---- | ------------ | ---------- | ---------- | ------ | ---- | ------------------ | ---------------------------- |
| 落   | 第20回参議院議員通常選挙 | 2004年07月11日 | 38   | 山形県選挙区 | 民主党     | 24万3672票 | 40.78% | 1    | 2/4                | /                            |
| 当   | 第21回参議院議員通常選挙 | 2007年07月29日 | 41   | 山形県選挙区 | 民主党     | 37万1071票 | 57.30% | 1    | 1/3                | /                            |
| 落   | 第23回参議院議員通常選挙 | 2013年07月21日 | 47   | 山形県選挙区 | みどりの風 | 25万2040票 | 44.55% | 1    | 2/4                | /                            |
| 当   | 第24回参議院議員通常選挙 | 2016年07月10日 | 50   | 山形県選挙区 | 無所属     | 34万4356票 | 59.05% | 1    | 1/3                | /                            |
| 当   | 第26回参議院議員通常選挙 | 2022年07月10日 | 56   | 山形県選挙区 | 国民民主党 | 26万9494票 | 48.96% | 1    | 1/5                | /                            |